# サラ・マクブライド
サラ・マクブライド（英語: Sarah McBride、1990年8月9日 - ）は、アメリカ合衆国の政治家、活動家。連邦下院議員（デラウェア州全州区選出）。2016年から2021年までヒューマン・ライツ・キャンペーンの全国広報局長を務めたのち。2021年1月から2025年1月までデラウェア州上院議員を務めた。当時トランスジェンダーが州上院議員となるのは全米初で、今日でも最も位の高い公職に就くトランスジェンダーである。
マクブライドは、雇用・住居・保険・公共施設におけるジェンダー・アイデンティティに基づく差別を禁止するデラウェア州の法律の可決に大きく貢献している。2016年7月、彼女は2016年民主党全国大会で講演を行った。これにより、トランスジェンダーであることをオープンにしている、主要な政党の党大会で講演したアメリカ史上初の人物になった。
2018年、マクブライドは『Tomorrow Will Be Different: Love, Loss, and the Fight for Trans Equality』という書籍を出版した。

## 経歴

### 若年期と教育
サラ・マクブライドはデラウェア州ウィルミントンでDavid McBrideとSally McBrideの間に生まれた。カミングアウトをする前は、デラウェア州司法長官ボー・バイデンの2010年の選挙活動や州知事Jack Markellの2008年の選挙活動など、州内で選挙スタッフとして働いていた。2011年、マクブライドアメリカン大学の学生自治会長に当選した。自治会長としての最後の週に大学新聞のThe Eagleで、トランス女性であることをカミングアウトしたことで、国際的な注目を集めた。
マクブライドのカミングアウトは、NPR、The Huffington Post、レディー・ガガのBorn This Way Foundationで大きく取り上げられた。カミングアウト後、マクブライドはデラウェア州司法長官のボー・バイデンから電話を受け、"Sarah, I just wanted you to know, I'm so proud of you. I love you, and you're still a part of the Biden family."（「サラ、ひとつだけ言わせてください。僕はあなたをとても誇りに思う。大切に思う。これからも家族同様に思ってください」）と言われた。副大統領のジョー・バイデンも同様の気持ちを表し、彼女を誇りに思い、幸せを願う気持ちを共有した。2012年、マクブライドはホワイトハウスのインターンに参加し、すべての立場の中でトランスジェンダー女性であることをオープンにしている初めての人物となった。マクブライドはOffice of Public LiaisonでLGBTの問題に関する仕事をした。Second Ladyのジル・バイデンは、2015年5月のスピーチの中でサラのストーリーを話した。ジルはそれに加えて、「私たちは、若い人たちがどんな姿をしているか、出身地がどこか、ジェンダーアイデンティティが何か、どんな人を愛するかに関わらず、その人がどんな人間であるかによって評価されるべきだと信じています。」と話した。

### 活動

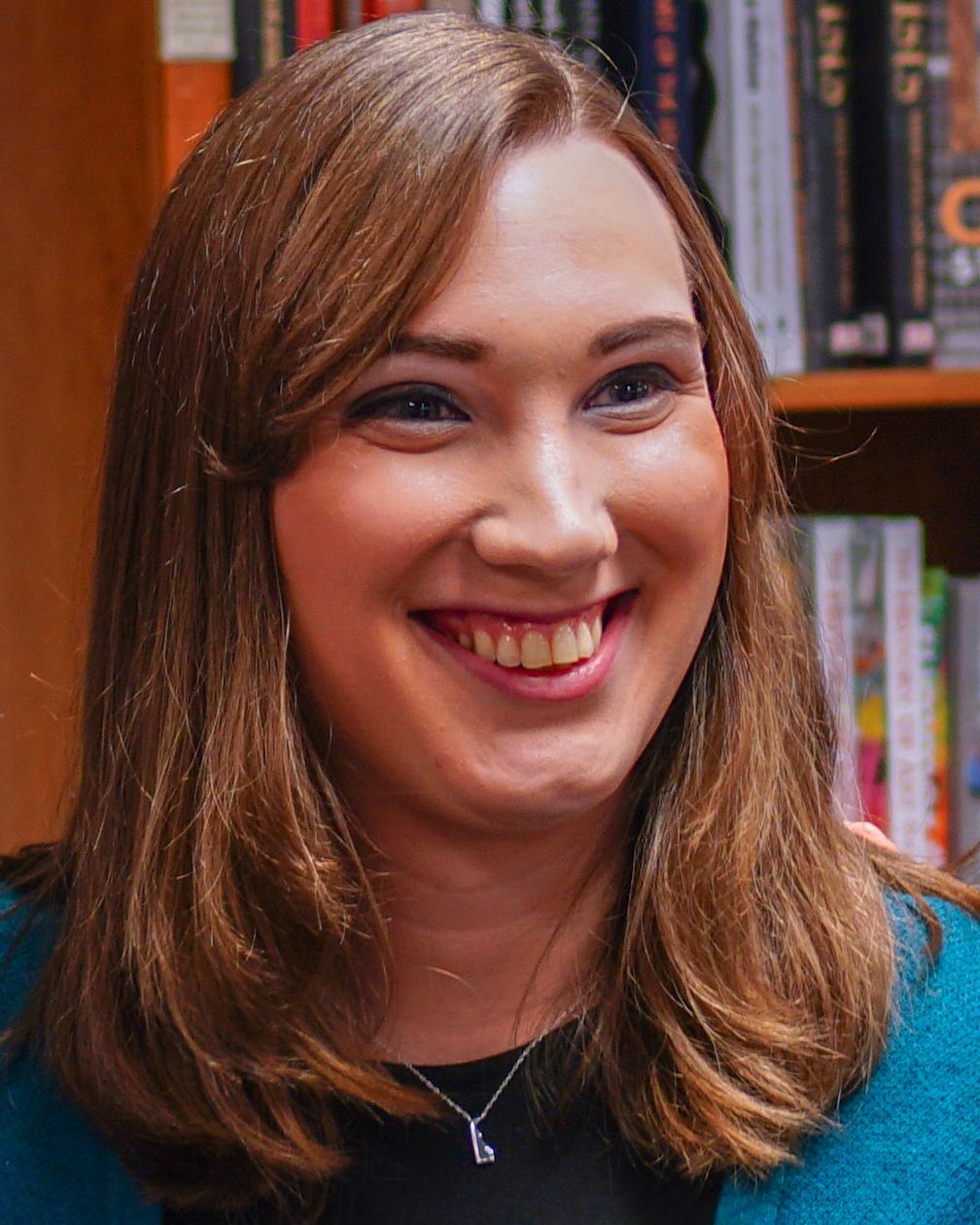
2018年のマクブライド

2013年1月、マクブライドはEquality Delawareの取締役会に参加してすぐ、デラウェア州民のトランスジェンダーに対する法的保護とヘイトクライムに関する法案の主な支持者になった。マクブライドと彼女の家族は、雇用、住居、保険、公共施設でジェンダーアイデンティティとその表現に基づいた差別からデラウェア州民を法的に保護するためのロビー活動を先導した。法案の主なスポークスパーソンを務めたことに加えて、Jack Markell知事と司法長官ボー・バイデンとの緊密な関係を築き、法案が両議員に高く支持されたことで評価された。法案が州上院で1票差で可決された後、州下院では24-17で可決された。その後、2013年6月に修正法案が州上院で再可決され、すぐにJack Markell知事により署名された。
法案に署名した後、Markellは次のように述べた。「私は特に、たまたまトランスジェンダーとして生まれた、知的で才能のあるデラウェアの友人サラ・マクブライドに感謝したい。彼女は勇気を持って総会で登壇し、ジェンダー・アイデンティティとの個人的な闘いについて説明し、大学卒業後に恐れることなく自宅に帰りしたいという願いを伝えました。この法案の可決に向けた彼女の絶え間ない支援によって、マクブライドはデラウェアに住むすべてのトランスジェンダーの人々のために現実の変化を起こしました。」
デラウェアのジェンダー・アイデンティティ保護とヘイトクライムの法の可決後、マクブライドはアメリカ進歩センターのLGBT進歩チームで働いた。マクブライドはさまざまな大学やLGBTイベントで演説を行った。これには、ヒューマン・ライツ・キャンペーンNational Dinner、ヒューマン・ライツ・キャンペーンLos Angeles Dinner、Victory Fund National Brunch、ペンシルベニア大学、ゲティスバーグ大学 などがある。DelawareLiberal.netは、2014年のTrans 100のランキングで、マクブライドをデラウェアでMost Valuable Progressiveとしてランキングした。MIC.comは、今後数年間で変化を起こす50人のミレニアル世代の1人に選んだ。2015年のNewStatesmanの記事では、高い官公庁に当選する初めてのトランスジェンダーのアメリカ人になるだろうと予想されている。マクブライドはアメリカ合衆国住宅都市開発省が開催した若者と職場のいじめに関する「GLOBE Pride 2016」でパネリストを務めた。これまでにマクブライドは、The New York Times、The Huffington Post、The Washington Post、The Boston Globe、Al Jazeera、PBS NewsHour、Teen Vogue、North Carolina Public Radio、The New Yorker、MSNBC、ThinkProgress、Buzzfeed、NPRなどで紹介されている。
2016年4月、マクブライドは"Gender assigned to us at birth should not dictate who we are."（『たまたま出生時に割り当てられたジェンダーごときに、自分が何者であるか指図されることなどあってはならないのです』）というタイトルのTEDトークを行った。彼女は、ヒラリー・クリントンを支援するトランスジェンダーの人々とその支援者の教育・動員に取り組む、Trans United for Hillaryの運営委員会も務めた。
2016年7月28日、2016年民主党全国大会で演説したことで、マクブライドはトランスジェンダーであることをオープンにしている人物で初めて全国党大会で演説した人物になった。彼女のスピーチは4分以下だったが、亡くなった夫のAndrew Crayと彼のLGBTの権利への取り組みに敬意を表した。

### デラウェア州上院議員
2019年7月9日、マクブライドはデラウェア州上院への立候補を正式に発表した。サラはヘルスケアと、有給の家族休暇と医療休暇に注力すると述べた。
マクブライドは2021年1月、引退を予定していた民主党のハリス・マクダウェル3世に代わってデラウェア州上院議員に就任し、アメリカ合衆国で初めてのトランスジェンダーの州上院議員になった。上院議員として、マクブライドは「すこやかなデラウェアの家族法」の成立に尽くした。同法は12週間の家族休暇もしくは医療休暇の取得を可能とするもので、その期間中は最高で給与の8割ないし週900ドルが労働者に支払われる。

### 連邦下院議員
2023年6月、マクブライドは翌年の連邦下院議員選挙にデラウェア州全州区から立候補する意向を明らかにした。同区選出の現職のリサ・ブラント・ロチェスター（共和党所属）は、引退を表明している連邦上院議員トム・カーパーの後任として連邦上院議員選挙に立候補する意向をすでに表明しており、ロチェスターはマクブライドへの支持を表明した。
選挙期間中、マクブライドは最低賃金引き上げに傾注したことや、承認した家族休暇および医療休暇の数を実績として訴えた。また、女性の生殖権の保護、医療へのアクセスの向上、経済的に不安定な人々への取り組みなども重点施策として挙げた。2024年9月10日の予備選挙ではほかの2人の候補者を抑えて、得票率80パーセントで大勝した。11月の本選挙でも得票率58パーセントで当選し、2025年1月3日に就任した。

## 個人生活
2014年8月、マクブライドはAndrew Crayが末期がんの診断を受けた後に彼と結婚した。聖公会の司教（英語: Episcopal Bishop）のジーン・ロビンソンが式典を主宰した。婚姻の4日後、Crayはがんで亡くなった。

## 過去の選挙結果
| 予備選挙 | 予備選挙 | 予備選挙               | 予備選挙 | 予備選挙 |
| 政党     | 政党     | 候補者                 | 得票数   | %        |
| -------- | -------- | ---------------------- | -------- | -------- |
|          | 民主党   | サラ・マクブライド     | 7,902    | 91.3     |
|          | 民主党   | ジョゼフ・マッコール   | 752      | 8.7      |
| 総票数   | 総票数   | 総票数                 | 8,654    | 100.0    |
| 本選挙   |          |                        |          |          |
|          | 民主党   | サラ・マクブライド     | 16,865   | 73.3     |
|          | 共和党   | スティーブ・ワシントン | 6,144    | 26.7     |
| 総票数   | 総票数   | 総票数                 | 23,009   | 100.0    |

| 予備選挙 | 予備選挙 | 予備選挙           | 予備選挙       | 予備選挙 |
| 政党     | 政党     | 候補者             | 得票数         | %        |
| -------- | -------- | ------------------ | -------------- | -------- |
|          | 民主党   | サラ・マクブライド | 66,747         | 79.9     |
|          | 民主党   | アール・クーパー   | 13,551         | 16.2     |
|          | 民主党   | イライアス・ウィア | 3,280          | 3.9      |
| 総票数   | 総票数   | 総票数             | ∑13,551 66,747 | 100.0    |
| 本選挙   |          |                    |                |          |
|          | 民主党   | サラ・マクブライド | 287,830        | 57.9     |
|          | 共和党   | ジョン・ワーレン   | 209,606        | 42.1     |
| 総票数   | 総票数   | 総票数             | 497,436        | 100.0    |

## 関連文献
- Reynolds, Andrew (October 15, 2018). The children of Harvey Milk : how LGBTQ politicians changed the world. Oxford University Press. pp. 149–167. ISBN 9780190460952